# Ana Margarida de Carvalho
Ana Margarida de Carvalho (Lisboa, 1969) és una periodista i escriptora portuguesa. A més de diversos premis per la seva obra periodísta va rebre dues vegades el prestigiós Gran Premi de Novel·la (2013, 2016) i el Gran Premi de Conte Camilo Castelo Branco (2018).
Com a periodista va treballar vint i cinc anys a la revista Visão i va col·laborar amb Jornal de Letras, Ler, Marie Claire, Egoísta, Colóquio Letras i amb el canal de televisió SIC.
El seu debut literari el 2013, la novel·la Que Importa a Fúria do Mar, va rebre el Gran Premi de Novel·la, el premi literari més prestigiós de Portuga, la història d'un pres polític, després de la Revolta de Marinha Grande (1934) i va ser un dels primers que va ser desterrat al camp de Tarrafal (avui a l'estat de Cap Verd) on el règim autoritari de l'Estat Nou va concentrar els polítics i dissidents. Doble encert per a la seva segona novel·la Não se Pode Morar nos Olhos de Um Gato (2016). És la història fictícia d'un grup de vuit nàufrags d'un vaixell clandestí d'esclaus, al final del segle xix. El 2017 publicà un llibre de contes Pequenos Delírios Domésticos.
És filla del també escritor Mário de Carvalho. Va estudiar dret a la Universitat de Lisboa. Té dos fills.
Obres literàries
- Que Importa a Fúria do Mar (2013)
- Não se Pode Morar nos Olhos de Um Gato (2016)
- Pequenos Delírios Domésticos (2017)
- O Gesto que Fazemos para Proteger a Cabeça (2019)